# Tsentral’naya Hill
Der Tsentral’naya Hill (russisch Гора Централная Gora Zentralnaja, deutsch ‚Zentrumsberg‘) ist ein unverschneiter, felsiger und 205 m hoher Hügel nahe der Prinzessin-Astrid-Küste des ostantarktischen Königin-Maud-Lands. Er ragt im Zentrum der Schirmacher-Oase auf.
Teilnehmer einer sowjetischen Antarktisexpedition kartierten und benannten ihn im Jahr 1961. Das Advisory Committee on Antarctic Names übertrug diese Benennung 1970 ins Englische.